# Laphystia laguna
Laphystia laguna är en tvåvingeart som beskrevs av Wilcox 1960. Laphystia laguna ingår i släktet Laphystia och familjen rovflugor.
Artens utbredningsområde är Texas. Inga underarter finns listade i Catalogue of Life.